# Ушатский, Вячеслав Николаевич
Вячеслав Николаевич Ушатский (20 сентября 1918 года, д. Ранцена (Резекнеский уезд, Латвия — 2001) — советский химик, лауреат Сталинской премии.

## Биография
Сын рабочего Шлиссельбургского порохового завода.
После окончания химического факультета ЛГУ (1940) оставлен в аспирантуре. В 1941—1942 инженер-химик комбината № 757 Министерства химической промышленности. В 1942—1945 служил в армии.
Участник Великой Отечественной войны (Ленинградский и 4-й Украинский фронты),стрелок-бомбардир эскадрильи связи. 
Награждён медалью «За оборону Ленинграда», орденами Красной Звезды (1943), Отечественной войны 1-й (1944, 1985) и 2-й (1945) степени.
С 1945 аспирант, с 1949 младший научный сотрудник Радиевого института им. Хлопина АН СССР.
Кандидат химических наук (1951).
С декабря 1952 по февраль 1954 по совместительству начальник отдела КБ-11.
Участник атомного проекта. Лауреат Сталинской премии 1953 г. за усовершенствование метода радиохимического анализа.
Награждён орденом Трудового Красного Знамени (1954).
Похоронен на Северном кладбище Санкт-Петербурга.